# Џорџ Шо
Џорџ Шо (енгл. George Shaw; Биертон у Бакингемширу, 10. децембар 1751 — Лондон, 22. јул 1813) је био енглески ботаничар и зоолог.
Шо је рођен у Бакингемширу а образовао се у Магдален холу, Оксфорд, где је магистрирао 1772. године на медицини. Почео је да ради као лекар а 1786. године је постао асистент професор на ботаници на универзитету у Оксфорду.
Године 1781. Шо је постао асистент кустоса природњачког дела Британског музеја, да би 1806. године наследио на месту кустоса Едварда Витакера Греја.

## Научни рад
Шо је објавио један од првих научних описа неколико аустралијских врсти животиња у свом делу „Зоологија Нове Холандије“ из 1794. године.  То дело објавио је заједно са ботаничарем Сир Џејмсом Едвардом Смитом, првим председником лондонског удружења биолога „Линеан“. У њему се први пут спомиње појам Аустралије у модерном смислу. Био је међу првим научницима који су испитали платипуса и објавили прве научне описе те животиње 1799.